# Siegfried Debaeke
Siegfried Debaeke (Veurne, 20 juni 1964) is een Vlaamse historicus, gespecialiseerd in de Eerste Wereldoorlog.

## Levensloop
Siegfried Debaeke studeerde van 1982 tot 1986 Politieke Wetenschappen aan de Katholieke Universiteit Leuven. In 1992 richtte hij de uitgeverij De Klaproos op.

## Uitgever
De Klaproos, eerst gevestigd in Veurne en nadien in Koksijde, resp. Brugge, brengt vooral historische boeken uit. Debaeke schreef zelf een tiental boeken over bouwkundig erfgoed en lokale geschiedenis, evenals 15 werken over de Eerste Wereldoorlog.

## Excuses voor executies
In zijn boek De dood met de kogel (2008) over de Belgische soldaten die tijdens de Eerste Wereldoorlog gefusilleerd werden, kwam hij tot verbijsterende conclusies. De negen soldaten die wegens vermeende desertie of lafheid terechtstonden, hadden allesbehalve een eerlijk proces gekregen. De terechtgestelden waren volgens hem “arme drommels” die in 1914-15 het slachtoffer werden van een klassenjustitie. In een publieke oproep, gelanceerd op 21 oktober 2013, vroegen familieleden van deze soldaten de federale regering de gerechtelijke dwalingen toe te geven. Hoewel de kwestie enkele keren in het parlement ter sprake kwam en ondanks de talloze herdenkingen rond “100 jaar Groote Oorlog” in 2014-18, kwam er geen rechtsherstel.

## Mission Michelangelo
In 2018 opende Debaeke in Brugge twee escaperooms, die hijzelf ontworpen heeft: Upside Down en Mission Michelangelo. In deze laatste room moeten de spelers in een historisch decor op zoek naar de Madonna van Michelangelo, het beroemde beeldhouwwerk dat Duitse militairen net voor de bevrijding in september 1944 uit de Brugse Onze-Lieve-Vrouwekerk ontvreemdden. 

## Werken
- Humor in de oorlog (1994, 3de druk), 192 blz., uitgeverij De Klaproos, ISBN 9789055080113
- Het drama van de Dodengang (1998, 7de druk), 160 blz., uitgeverij De Klaproos, ISBN 9055080640
- In de reeks Graag Gezien (2002-2013): De Panne, Sint-Idesbald, Koksijde, Nieuwpoort, Lombardsijde, Ieper, Oostende, Knokke.
- Bij ons in West-Vlaanderen (2003, 4de druk), 224 blz., uitgeverij De Klaproos, ISBN 9789055080667
- Vluchten voor de Grote Oorlog: 1,5 miljoen Belgen op de vlucht (2004, 2de druk), 400 blz., uitgeverij De Klaproos, ISBN 9055080683
- Ieper voor, tijdens en na de Grote Oorlog (2006), 208 blz., uitgeverij De Klaproos, ISBN 9055080829
- Onthoofding aan het IJzerfront (2008), 96 blz., uitgeverij De Klaproos, ISBN 9789055080977
- De dood met de kogel: 11 arme drommels ten onrechte gefusilleerd?  (2008, 2de druk), 208 blz., uitgeverij De Klaproos, ISBN 9789055080984
- De gekste dag van de oorlog (2008), 80 blz., uitgeverij De Klaproos, ISBN 9789055080991
- Bachten de Kupe 14-18 (2009), 192 blz., uitgeverij De Klaproos, ISBN 9789055081066
- Oud IJzer: de frontstreek bedolven onder levensgevaarlijke oorlogsmunitie (2010, 2de druk), 176 blz., uitgeverij De Klaproos, ISBN 9789055081127
- Het drama van Esen (2011, 2de druk), 192 blz., uitgeverij De Klaproos, ISBN 9789055081141
- Brugge in de Grote Oorlog (2011), 144 blz., uitgeverij De Klaproos, ISBN 9789055081196
- Hitler in Vlaanderen (2011, 2de druk), 160 blz., uitgeverij De Klaproos, ISBN 9789055081202
- Hitler. Soldaat in de Westhoek (2012), 256 blz., uitgeverij De Klaproos, ISBN 9789055081226
- Roeselare in de Grote Oorlog (2013), 176 blz., uitgeverij De Klaproos
- Adolf Hitler. Soldaat in Vlaanderen (2022), 252 blz., uitgeverij Just Publishers, ISBN 9789089759849